# Notitia Dignitatum

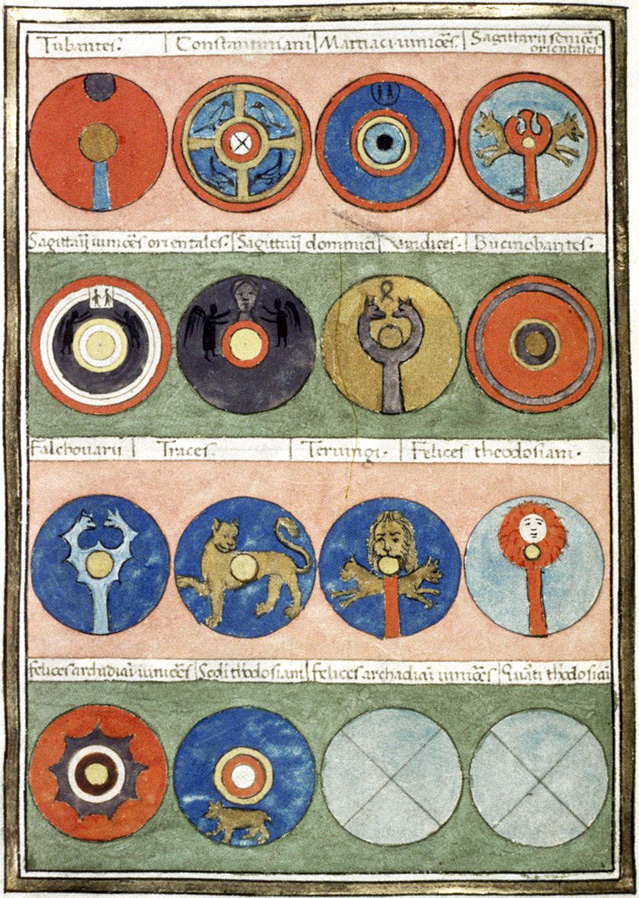
Pagină dintr-o copie medievală a Notitiei Dignitatum, prezentând scuturi din Magister Militum Praesentalis II, un registru roman târziu de comenzi militare

Notitia Dignitatum este un document unic al arhivelor imperiale romane. Unul dintre foarte puținele documente supraviețuitoare ale guvernului roman, acesta detaliază organizarea administrativă a imperiilor de est și de vest, listând câteva mii de funcții de la curtea imperială până la nivel de provincie. Este de obicei considerat a fi actualizat pentru Imperiul Roman de Apus până în anii 420, iar pentru Imperiul Roman de Răsărit până în anii 400. Cu toate acestea, nu se poate furniza o dată fixă, iar documentul conține omisiuni și probleme.
Există mai multe copii din secolele al XV-lea și al XVI-lea (plus o versiune ilustrată color din 1542). Toate copiile cunoscute și existente ale acestui document roman târziu sunt derivate, fie direct, fie indirect, dintr-un codex (Codex Spirensis), despre care se știe că a existat în biblioteca consiliului de canonici al catedralei din Speyer în 1542; însă acesta s-a pierdut înainte de 1672 și nu mai poate fi localizat în prezent. Acea carte conținea o colecție de documente, dintre care Notitia era ultimul și cel mai mare document, ocupând 164 de pagini ce reuneau mai multe documente anterioare, printre care și unul din secolul al IX-lea. Heraldica din manuscriptele ilustrate ale Notitiei se pare că imită sau copiază exemple numai din pierdutul Codex Spirensis. Cea mai importantă copie a Codexului este aceea făcută pentru Pietro Donato (1436) și ilustrată de Peronet Lamy.

## Conținut
Pentru fiecare jumătate a imperiului, Notitia enumeră toate „demnitățile” majore (sau oficii), de multe ori cu locația și chiar officium-ul (personal, enumerat în afară de posturile minore) exact al acestora. Acestea sunt organizate după:
- Oficiali de la curte (inclusiv demnitarii cei mai vechi precum prefecții pretorieni).
- Vicari și guvernatori provinciali, aranjați după prefectura pretoriană și dicoceză.
- Comandanți militari (magistri militum, comites rei militaris și duces), prezentând titlurile complete și locațiile regimentelor lor.

Cel mai recent editor al Notitiei Dignitatum este Robert Ireland, în British Archaeological Reports, seria internațională 63,2.

## Interpretare

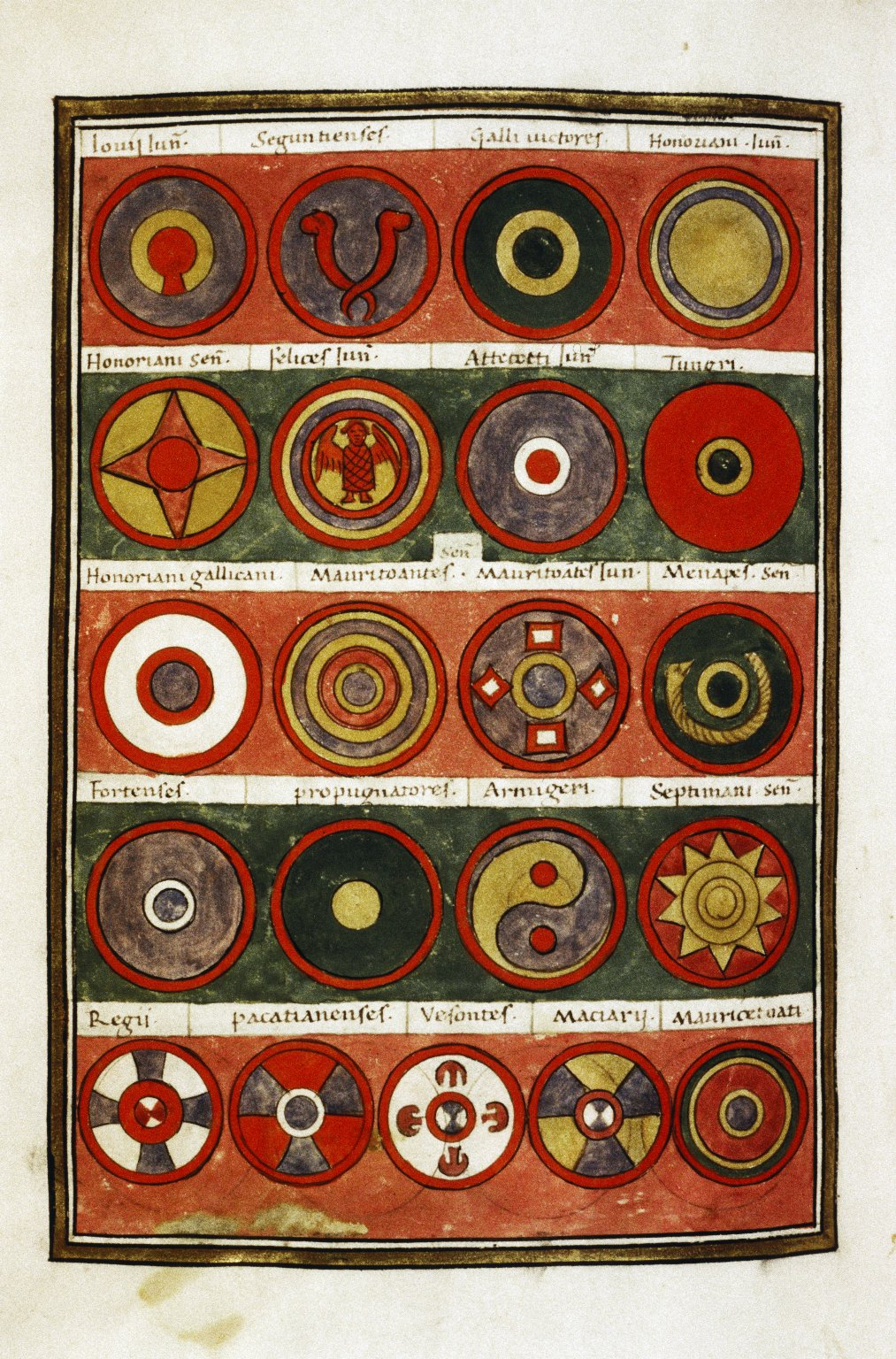
Modelul scutului aparţinând armigeri defensores seniores (rândul al 4-lea, al 3-lea din stânga) este una din primele reprezentări ale simbolului cunoscut azi sub numele de yin şi yang.

Notitia prezintă patru probleme principale în ceea ce privește studiul organizării militare a Imperiului:
1. Notitia înfățișează armata romană de la sfârșitul secolului al IV-lea. Prin urmare, dezvoltarea acesteia de-a lungul secolului al IV-lea de la structura Principatului este în mare parte presupusă, din cauza lipsei altor surse.
2. A fost întocmită la două dăți diferite. Secțiunea estică datează aparent din jurul anului 395; cea vestică este mult mai târzie, din jurul anului 420. Mai mult, fiecare secțiune nu este probabil un „instantaneu” contemporan, ci se bazează pe date dinainte chiar și cu 20 de ani. Secțiunea estică poate conține date pornind din 379, începutul domniei lui Teodosiu I. Secțiunea vestică conține date începând aproximativ cu anul 400: de exemplu, prezintă unități dispuse în Britania, fapt ce trebuie să dateze dinainte de 410, atunci când trupele romane au fost evacuate din insulă. În consecință, există numeroase duplicări, aceeași unitate fiind listată adeseori în diferite locații. Este imposibil de verificat dacă acestea erau detașamente ale aceleiași unități în diferite locuri în același timp sau întreaga unitate în perioade diferite. De asemenea, este probabil ca unele unități să fi existat numai pe hârtie sau să fi avut efective foarte scăzute.
3. Notitia are multe secțiuni care lipsesc și lacunae (goluri) în cadrul secțiunilor. Acest lucru a fost cauzat fără îndoială de acumularea pierderilor de text și erorilor de copiere, deoarece a fost reprodusă în mod repetat de-a lungul secolelor: cel mai vechi manuscris existent în zilele noastre datează din secolul al XV-lea. Prin urmare, Notitia nu poate oferi o listă exhaustivă a tuturor unităților existente.
4. Notitia nu conține vreun număr al efectivelor. De aceea, mărimea unităților individuale și a diverselor structuri de comandă nu poate fi verificată, deoarece există puține alte surse cu privire la mărimea unităților în această perioadă. La rândul său, acest fapt face imposibilă sarcina de a evalua cu exactitate mărimea generală a armatei. În funcție de efectivele unităților, armata de la sfârșitul secolului al IV-lea ar fi putut, la o extremă, să egaleze mărimea forței din secolul al II-lea (peste 400 000 de oameni); la cealaltă extremă, putea să fie mult mai mică. De exemplu, forțele desfășurate în Britania în jurul anului 400 puteau fi de doar 18 000 în comparație cu 55 000 în secolul al II-lea.

## Desene
Notitia conține celei mai vechi reprezentări cunoscute ale diagramei care mai târziu a ajuns să fie cunoscută sub numele de simbolul yin și yang. Unitățile de infanterie armigeri defensores seniores („purtătorii de scuturi”) și Mauri Osismiaci aveau un model al scutului care corespunde cu versiunea dinamică, în sens orar, a simbolului. Emblema Thebaei-lor, un alt regiment de infanterie din Imperiul Roman de Apus, avea un desen cu cercuri concentrice comparabil cu versiunea statică a acestuia. Simbolurile romane asemănătoare cu yin și yang devansează cele mai vechi versiuni taoiste cu aproape șapte sute de ani.